# Ад на земле 2006
«Ад на земле 2006» (англ. Hell on Earth 2006) — 11 эпизод 10 сезона сериала «Южный парк», его премьера состоялась 25 октября 2006 года.
Сюжет эпизода завязан вокруг Сатаны, который хочет устроить огромную вечеринку в Лос-Анджелесе. Тем временем Баттерс случайно вызывает The Notorious B.I.G. (он же Biggie Smalls), который требует, чтобы его вернули на вечеринку в Лос-Анджелес.
Этот эпизод получил в основном положительные отзывы от критиков, однако, он также вызвал споры вскоре после его первоначального показа, в связи с шуткой на тему недавней смерти Стива Ирвина, которые были болезненно восприняты его семьёй.

## Сюжет
Сатана решает, что Хэллоуин – его праздник, и хочет устроить огромную вечеринку в Лос-Анджелесе, как 16-летние американские школьницы в программе «Уже можно». Он провозглашает обитателям ада, что каждый, кто хочет попасть на вечеринку, должен получить синий браслет и быть в карнавальном костюме. Сатана приглашает многих живых и мёртвых знаменитостей, а также решает устроить «очень большой сюрприз на десерт»: торт в виде Ferrari Enzo в натуральную величину, который должны доставить три серийных убийцы — Тед Банди, Джеффри Дамер и Джон Гейси точно к полуночи. Кардинал Роджер Махони и другие должностные лица Римско-католической церкви Лос-Анджелеса, возмущены, что Сатана не пригласил их на вечеринку, и собираются позвонить в пожарную инспекцию города и сорвать вечеринку. Но когда они звонят, оказывается, что глава пожарной инспекции тоже приглашён на вечеринку, и их затея рушится. Тем не менее они пытаются пробиться на вечеринку, используя браслеты для прохода в парк развлечений Knott's Berry Farm, но их не пускает охрана.
Между тем в Южном парке Картман, Стэн, Кайл, Токен, Твик и Баттерс пытаются в стиле Кровавой Мэри провести ритуал, чтобы вызвать Бигги Смолза. Баттерс в конце концов вызывает его, но у Бигги Смолза есть синий браслет, и ему нужно добраться на вечеринку в Лос-Анджелес. Он требует от Баттерса доставить его туда. Тот летит с ним на самолёте. Но Бигги вызывают обратно в Южный Парк в середине пути. Это делает Кайл, а затем и Рэнди Марш. Бигги разозлён и открывает стрельбу.
Тем временем маньяки, подражая шоу «Три балбеса», уничтожают торт при погрузке его на эвакуатор для доставки, убивают поваров и не в состоянии сделать новый торт сами. Помощники Сатаны узнают об этом и в последнюю минуту привозят на вечеринку торт в виде автомобиля Acura TSX. Сатана в ярости из-за того, что это не тот торт, который он хотел. Когда Демон указывает ему, что гостям нравится и «Акура», и они отлично веселятся, Сатана заявляет: «Причём здесь гости? Это моя вечеринка!». Гости огорчаются и начинают расходиться, и Сатана понимает, что, пытаясь устроить вечеринку подобно девушкам из «Уже можно», он сам стал таким же, как они. Впрочем, приспешники говорят ему, что он не так плох, как те избалованные богатые девушки. Сатана говорит гостям, что ему жаль, и что его вечеринка — для всех людей, которые делают его жизнь такой особенной. Сатана разрешает впустить на вечеринку всех желающих, включая католических священников. Прибыв в Лос-Анджелес, Баттерс использует зеркало для макияжа, чтобы вызвать Бигги Смолза прямо у дверей клуба, где проходит вечеринка. Бигги сначала разозлился из-за очередного вызова, но, увидев клуб, предложил Баттерсу в благодарность пойти вместе с ним. Баттерс соглашается, говоря: «Пошли, меня же всё равно накажут!»

## Отзывы
Этот эпизод получил довольно высокие рейтинги от авторов обзоров. Дэн Иверсон из IGN изначально критиковал эпизод за отсутствие сюжетной линии, но позже заявил, что «сюжет был юмористическим достаточно, что мы смогли отложить в сторону, что не было реального сюжета (как за последние 3 эпизода), но вместо этого мы получили сумасбродную комедию, которая была смешной на основе только глупого юмора». Иверсон также оценил эпизод как иллюстрацию того, что Сатана это избалованный ребёнок, и сцены с участием убийц в стиле Three Stooges, и пришёл к выводу, что хотя «Ад на Земле 2006» не так хорош, как несколько других хэллоуинских эпизодов Южного парка, но это очень смешной эпизод. Иверсон полностью опустил линию с Ирвингом. Адам Финли из TV Squad заявил, что хотя он и решил, что «Ад на Земле 2006» был «хорошим эпизодом», но это был «самый надёжный способ обидеть кого-то». Член жюри сайта DVD Verdict Райан Кифер охарактеризовал эпизод как неожиданно удачное использование «съеденной молью шутки» (заставляющей хохотать через силу) и выставил серии рейтинг A.

### Споры вокруг Стива Ирвина
Среди гостей на вечеринке Сатаны появляется Стив Ирвин, и у него торчит из груди скат. Сатана говорит гостю, что он может обидеть некоторых других, потому что он думает, что это не Ирвин, а кто-то в его костюме, и он говорит ему, что у него плохой вкус, чтобы носить такой костюм так скоро после смерти Ирвина. Выяснив, что это на самом деле Ирвин, Сатана прогоняет его с вечеринки, потому что он не в костюме. Сцена вызвала споры среди средств массовой информации в связи с пародией на смерть Ирвина всего через несколько недель после того, как он погиб. Разногласия были вызваны в основном из-за выхода в эфир этой серии так близко ко времени смерти Ирвина, поскольку ранее пародия на Ирвина в эпизоде Южного парка 1999 года «Доисторический ледяной человек» не вызвала противоречий. Друг Терри Ирвин, вдовы Стива Ирвина, выпустил заявление об этой серии:

Терри подавлена тем, что над Стивом посмеялись так жестоко. Её беспокоит то, что Бинди и Боб увидят этот эпизод. Стив имел хорошее чувство юмора, как и все, но это зашло слишком далеко, это было сделано слишком рано.— Друг Терри Ирвин
Кроме семьи Ирвина, эпизод был раскритикован со стороны журналистов. Джон Бейер, глава Mediawatch-uk, посчитал шутку проявлением дурного вкуса и заявил, что крайне нетактично сочинять такой пасквиль на человека, со смерти которого прошло совсем немного времени, и что создатели Южного парка должны были пересмотреть своё решение о показе данной серии. Марк Эми, натуралист, работавший вместе со Стивом Ирвином, заявил следующее: «Мой совет людям — не смотрите это шоу. Это тошнотворное говно».
В ответ на шумиху вокруг серии Тони Фокс, представитель Comedy Central, сказал об этом эпизоде: «Ребята из Южного парка делают неуместные вещи всё время… Их цель — заставить людей смеяться, а не оскорбить кого-либо». Кроме того, другой представитель телеканала заявил, что «Шоу оскорбляло людей и раньше, надо полагать, будет это делать и в дальнейшем. Постоянные зрители не должны быть шокированы». Несмотря на то, что распространились слухи о том, что эпизод не будет показан в Австралии из-за скандала, Австралийское управление связи и СМИ (ACMA) объявила, что эпизод будет транслироваться на SBS, но через 12 месяцев из-за ряда программных вопросов. В журнале о современном кинематографе Empire в рубрике «Что нас занимает в этом месяце» в декабрьском выпуске 2006 года также было сказано, что это «чересчур» и добавлено: «Продолжайте убивать Кенни, ему это нравится!».